# Terremotos de las Islas Sandwich del Sur de 2021
Los terremotos de las Islas Sandwich del Sur de 2021 ocurrieron el 12 de agosto de 2021 en la región de las Islas Sandwich del Sur. El primer sismo ocurrió a las 18:32:54 (UTC) y tuvo una magnitud de 7.5Mw, 170 segundos después a las 18:35:20 (UTC) ocurrió un segundo sismo de magnitud 8.1Mw, inicialmente agencias de sismología pensaron que se trataba de un único evento y estimaron la magnitud del sismo en 7.5 ~ 7.9, sin embargo más tarde mediante la observación de sismogramas se había confirmado que minutos después había ocurrido un sismo mayor al principal. Una estación mareográfica localizada en la Base King Edward Point detectó un tsunami de más de 1 metro.

## Ajuste tectónico
El primer sismo de magnitud 7.5Mw ocurrió como resultado de fallas inversas a aproximadamente 63 km de profundidad en la zona de subducción de Scotia. Este terremoto fue un premonitor del terremoto de Mw 8.1 que ocurrió 170 segundos después y ~ 90 km al sur. La solución del mecanismo focal indica que el deslizamiento ocurrió en una falla de inmersión superficial que golpea de este a sureste y se sumerge hacia el suroeste, o en una falla de inmersión abrupta que golpea hacia el noroeste y se sumerge hacia el noreste. En la ubicación de este terremoto, la placa de América del Sur se subduce hacia el oeste debajo de la placa de Scotia y la microplaca de Sandwich del Sur. La placa de América del Sur se subduce a una velocidad de ~ 71 mm / año en relación con la microplaca de Sandwich del Sur.
El segundo sismo de magnitud 8.1Mw ocurrió como resultado de fallas inversas a aproximadamente 48 km de profundidad en la zona de subducción de Scotia. La solución del mecanismo focal indica que el deslizamiento ocurrió en una falla de inmersión pronunciada que se sumerge hacia el noroeste, o en un plano de inmersión superficial que se sumerge hacia el sureste. En la ubicación del sismo de magnitud 8.1, la placa de América del Sur se subduce hacia el oeste debajo de la placa de Scotia y la microplaca de Sandwich del Sur (un componente de la placa de Scotia más amplia).

## Sismicidad histórica
Durante el siglo anterior, otros ocho terremotos mayor a magnitud 7, incluido el premonitor de magnitud 7.5Mw, ocurrieron dentro de los 250 km del terremoto M8.1 de agosto de 2021. El más grande de estos terremotos anteriores fue un sismo de magnitud 8.1 en mayo de 1964. Los terremotos de magnitud mayor a 7 en la región de la Isla Sandwich del Sur han ocurrido históricamente a profundidades intermedias (ampliamente definidas como 70-300 km de profundidad). Sin embargo, el terremoto más grande de la región fue un terremoto M8.1 poco profundo (~ 10 km de profundidad) el 27 de junio de 1929 que se ubicó a ~ 450 km al noroeste del terremoto M8.1 de agosto de 2021 a lo largo del límite norte de la placa Scotia con la placa de América del Sur. No se sabe que ninguno de estos terremotos haya causado muertes, probablemente debido a su ubicación remota lejos de los centros de población que podrían ser vulnerables a la sacudida sísmica.